# Luís Feiteira
Luís Manuel Jesus Feiteira (Moita, 21 de abril de 1973) é um atleta português especialista em corridas de meia e de longa distância e que, aos 30 anos se dedicou exclusivamente a provas entre 10 km e maratona.
Feiteira foi campeão de Portugal de 800 metros (em 2001) e de 1500 metros (em 1996, 1998, 2000 e 2002).
Esteve presente nos Jogos Olímpicos de Atlanta 1996, onde chegou às meias finais de 1500 metros, e nos Jogos de Londres 2012 onde teve uma modesta participação na maratona obtendo um 48º lugar. Em 1998 conquistou a medalha de ouro nos Campeonatos Ibero-americanos de Atletismo, na corrida de 1500 metros.
2009 no Campeonato do Mundo de Berlim e 2010 no Campeonato da Europa de Barcelona, saiu com resultado de relevo tendo alcançado a 10ª posição em ambas as competições, na distância da maratona.